# Swetla Iwanowa
Swetla Iwanowa (auch Svetla Ivanova, bulgarisch Светла Иванова, * 23. Oktober 1977 in Kasanlak) ist eine bulgarische Pop- und Euro-House-Interpretin.

## Biografie
Swetla Iwanowa ist seit 2001 aktiv und gehört heute zu den bekanntesten Interpreten in der modernen bulgarischen Popmusik, was sie nicht zuletzt der bulgarischen Version von MTV zu verdanken hat. Ihre Alben werden vom bulgarischen Label Blue S Records veröffentlicht. In Deutschland wurde sie im Sommer 2005 bekannt durch Ausstrahlung ihres Musikvideos „Mr. DJ“ auf VIVA PLUS, in der allerdings ein Remix des Liedes vertont war und nicht ihr eigentliches Repertoire widerspiegelt. Ihr größter Hit jedoch war „Обичам те дотук“ („Obitsham te dotuk“, deutsch: „Ich liebe dich so sehr“) eine Cover-Version eines Popklassikers aus den frühen 1980er, im Original von FSB, erschienen im Sommer 2004.